# Sternula saundersi
Sternula saundersi là một loài chim trong họ Laridae.